# Parafia św. Michała Archanioła w Lipnicy
Parafia Świętego Michała Archanioła w Lipnicy – parafia rzymskokatolicka z siedzibą w Lipnicy, znajdująca się w diecezji toruńskiej, w dekanacie Golub.
Kościół parafialny został ufundowany przez Franciszka Wrzesińskiego, lokalnego działacza i posła na Sejm z ramienia Związku Ludowo-Narodowego.

## Zasięg parafii
Do parafii należą wierni z miejscowości: Lipnica, Gałczewko, Gałczewo, Głodowo, Małe Pułkowo i Sokoligóra. 